# Христо Танев (скулптор)
Вижте пояснителната страница за други личности с името Христо Танев.
Христо Танев е български скулптор.

## Биография
Христо Танев е роден на 4 март 1930 г. в с. Винарско, Бургаска област. През 1960 г. завършва Художествената академия при проф. Любомир Далчев. Амплоато на Христо Танев е преди всичко монументалната скулптура, като предпочита историческата тема. През 2006 г. съюзът на художниците включва предложение на Христо Танев за издигане на паметник на хан Аспарух на мястото на мавзолея в списъка на предложенията за нови паметници в София, представен на Столична община в рамките на проекта „Синтез на архитектура, скулптура и паркова среда“. 

## Творчество
Христо Танев има над двадесет участия в национални изложби, две колективни със съпругата си Надя Петренко, една фамилна (три поколения) и две самостоятелни, както и успешно участие в биеналето в Равена на името на Данте Алигери с творбата си „Пречистване“. Реализирал е около 25 монументални и декоративни обекта, като паметниците на „Баба Тонка“ в гр. Русе, „Бенковски“ в гр. Копривщица и легендата „Трите братя“ в гр. Айтос. Негови творби се намират в Националната художествена галерия и почти всички галерии в страната. Така също, негови пластики са притежание на частни колекции в САЩ, Великобритания, Италия, Франция, Белгия, Холандия, Русия.

## Награди
Получил е 21 награди от национални конкурси за монументи и една от международен конкурс. Спечелил е пет национални конкурса. През 1980 г. е награден с орден „Св. св. Кирил и Методий“ ІІ ст. Проф. д-р Атанас Божков го определя като един от най-добрите монументалисти в България.

## Галерия
- Легендата за тримата братя, Айтос
- Баба Тонка, Русе